# ميكانيكا مدارية

للقمر الصناعي الذي يدور حول الأرض سرعة مماسية وتسارع متداخل.

الميكانيكا المدارية أو الديناميكا الفلكية هي تطبيق حركة المقذوفات والميكانيكا السماوية على المشاكل العملية المتعلقة بحركة الصواريخ وغيرها من المركبات الفضائية الأخرى. فعادة ما يتم حساب حركة هذه الأشياء من قوانين نيوتن للحركة وقانون الجاذبية العام لنيوتن. فهو انضباط أساسي داخل تصميم وضوابط البعثة الفضائية. وتعالج الميكانيكا السماوية الديناميكا المدارية للأنظمة بشكل أوسع نطاقًا تحت تأثير الجاذبية، بما في ذلك المركبات الفضائية والأجرام الفلكية الطبيعية مثل أنظمة النجوم والكواكب والأقمار والمذنبات. وتركز الميكانيكا المدارية على مسارات المركبات الفضائية، والتي تشمل المناورات المدارية وتغيرات المستوى المداري والتحولات بين الكواكب، ويتم استخدامها من قبل مخططي البعثة للتنبؤ بنتائج المناورات الدافعة. وتكون النسبية العامة نظرية أكثر دقة من قوانين نيوتن لحساب المدارات وهي ضرورية في بعض الأحيان لتحقيق المزيد من الدقة أو في حالات الجاذبية العالية (مثل المدارات القريبة من الشمس).

## معلومات تاريخية
كان هناك اختلاف بسيط بين الميكانيكا المدارية والسماوية لحين ظهور السفر إلى الفضاء في القرن العشرين. وبالتالي، فإن التقنيات الأساسية، مثل تلك التي يتم استخدامها لحل معضلة كبلر (لتحديد الموضع باعتبارها دالة في الزمن)، هي نفسها في كلا المجالين. علاوة على ذلك، فإن تاريخ المجالين تقريبًا مشترك.
يعتبر يوهانس كيبلر (Johannes Kepler) أول من قدم نموذجًا عن مدارات الكواكب بنجاح وبدرجة عالية من الدقة؛ وقد قام كيبلر بنشر قوانيه الخاصة بحركة الكواكب حول الشمس وتسمى قوانين كبلر في عام 1609. كما قام إسحاق نيوتن بوضع المزيد من القوانين العامة الخاصة بالحركة السماوية في كتابه الذي نشره في عام 1687م بعنوان الأصول الرياضية للفلسفة الطبيعية.

## تقنيات عملية

### قواعد سهلة من واقع الخبرة
القواعد التالية الناشئة من واقع الخبرة مفيدة للمسائل القريبة من الميكانيكا الكلاسيكية بموجب الافتراضات الأساسية للميكانيكا المدارية. ولعل المثال المحدد الذي تمت مناقشته هو القمر الصناعي الذي يدور حول كوكب الأرض، لكن يمكن تطبيق القواعد التجريبية أيضًا على مسائل أخرى مثل مدارات الأجسام الصغيرة حول نجم مثل الشمس.
- تتعلق قوانين كيبلر بشأن حركة الكواكب، والتي يمكن اشتقاقها من الناحية الرياضية من قوانين نيوتن، بشدة بوصف حركة جسمين متجاذبين فقط، وذلك في ظل غياب القوى غير الجاذبة أو عندما تهيمن جاذبية جسم ضخم واحد مثل الشمس على التأثيرات الأخرى بشكل تقريبي.:
  - فالمدارات تأخذ شكل القطع الناقص (بيضاوية الشكل)، حيث يتواجد الجسم الأثقل في بؤرة القطع الناقص. ولعل الحالات الخاصة من هذا هي المدارات الدائرية (وهي عبارة عن دائرة مكونة من قطع ناقص بدون إختلاف مركزي) حيث يكون الكوكب في المركز، ومدارات القطع المكافئ (التي تكون عبارة عن أشكال بيضاوية ذات اختلاف مركزي يساوي 1، والتي تكون ببساطة عبارة عن شكل بيضاوي طويل بلا نهاية) مع الكوكب الواقع في البؤرة.
  - يقطع الخط الواصل من الكوكب إلى القمر الصناعي مساحات متساوية في أزمنة متساوية بصرف النظر عن الجزء الذي تم قياسه في المدار.
  - يتناسب مربع الدورة المدارية للقمر الصناعي مع مكعب متوسط المسافة من الكوكب.
- بدون تطبيق الدفع (مثل إطلاق محرك صاروخ)، فإن ارتفاع وشكل مدار القمر الصناعي لن يتغير، كما أنه سيحافظ على نفس التوجيه فيما يتعلق بالنجوم الثابتة.
- يتحرك القمر الصناعي في المدار المنخفض (أو جزء منخفض من المدار البيضاوي) بشكل أسرع فيما يتعلق بسطح الكوكب أكثر من القمر الصناعي في مدار علوي (أو جزء علوي من المدار البيضاوي) نظرًا لقوة الجاذبية بالقرب من الكوكب.
- إذا تم تطبيق التوجه على نقطة واحدة فقط في مدار القمر الصناعي، فإنه سيعود للنقطة نفسها على جميع المدارات اللاحقة، على الرغم من تغير بقية مساره. وبالتالي للانتقال من مدار دائري إلى آخر، فهناك حاجة إلى تطبيقين وجيزين على التوجه على الأقل.
- من المدار الدائري، فإن التوجه باتجاه يقلل من سرعة القمر الصناعي سوف يؤدي إلى وجود مدار بيضاوي ذي نقطة بعد أقل (أقل نقطة مدارية) تساوي 180 درجة من نقطة الانطلاق. إذا تم تطبيق التوجه على سرعة القمر الصناعي، فإنه سوف يؤدي إلى وجود مدار بيضاوي الشكل ذو نقطة بعد أعلى تساوي 180 درجة من نقطة الإطلاق.

فالآثار المترتبة على قواعد الميكانيكا المدارية تكون غير بديهية في بعض الأحيان. على سبيل المثال، إذا كانت هناك مركبتان في نفس المدار الدائري وترغبان في المغادرة، فلن تستطيع طائرة التتبع إطلاق صاروخها بشكل أسرع ما لم تكن هاتان المركبتان قريبتين. وهذا سوف يغير شكل مدارها، مما يزيد ارتفاعها ويجعلها تفقد هدفها. ولعل أحد المناهج هو إطلاق توجه عكسي بالفعل لإحداث نوع من أنواع التباطؤ ومن ثم الإطلاق مرة أخرى لإعادة تدوير المدار على ارتفاع أقل. ونظرًا لسرعة المدارات المنخفضة عن المدارات العليا، فإن طائرة التتبع ستبدأ في اللحاق بها. وعند القيام بالإطلاق الثالث في الوقت المناسب، فإن هذا سوف يضع طائرة التتبع في مدار بيضاوي والذي سوف يتقاطع مع طريق الطائرة الرائدة، وتقترب لها من الجهة السفلية.
قد تختلف المسارات افعلية عن تلك التي قد تم حسابها وفقًا للدرجة التي لم تسيطر عليها الافتراضات القياسية لديناميكيات النجوم. على سبيل المثال، يُعد السحب البسيط في الغلاف الجوي عاملا آخر من عوامل التعقيد بالنسبة للأشياء في مدار الأرض. فهذه القواعد المختبرة غير دقيقة بالتأكيد عند وصف جسمين أو أكثر لهم نفس الكتلة مثل النظام ثنائي للنجوم (انظر مشكلة الجسم n). (وتستخدم الميكانيكا السماوية قواعد عامة بشكل أكبر تنطبق على مجموعة أكبر من الحالات.) فالاختلافات بين الميكانيكا الكلاسيكية والنسبية العامة من الممكن أن تصبح هامة أيضًا للكائنات الكبيرة مثل الكواكب.

## قوانين الديناميكا الفلكية
القوانين الأساسية للديناميكا الفلكية هي قانون الجذب العام وقوانين نيوتن للحركة، أما الأداة الرياضية الأساسية فهي حساب التفاضل والتكامل.
جميع المدارات والمسارات الواقعة خارج الأغلفة الجوية هي في مجال معاكس بشكل أساسي، أي يكون الزمن معكوسًا في دالة الزمكان. كما تنعكس السرعات ولكن يظل التسريع كما هو، بما في ذلك تلك التي تحدث نظرًا لانفجار الصواريخ. وبالتالي، فإنه إذا انفجر الصاروخ في اتجاه السرعة، فإنه في الحالة العكسية يكون مقابلاً للسرعة. وبالطبع، فإنه في حالة انفجار الصاروخ، فلن يكون هناك انعكاس كامل للأحداث، ففي كلتا الحالتين يتم استخدام دلتا-v نفسها وتنطبق نفس نسبة الكتلة.
تشمل الافتراضات القياسية في الديناميكا الفلكية عدم التدخل من خارج الأجسام والكتلة المهملة لأحد الأجسام والقوى الأخرى المهملة (مثل تلك القادمة من الرياح الشمسية وسحب الغلاف الجوي، إلخ.). ويمكن إجراء حسابات أكثر دقة بدون هذه الافتراضات المبسطة، لكنها أكثر تعقيدًا. فالدقة المتزايدة غالبًا لا تخلق فارقًا كافيًا في الحساب ليكون جديرًا بالاهتمام.
قد تكون قوانين كبلر لحركة الكواكب مشتقة من قوانين نيوتن، عندما يتم الافتراض أن الجسم المداري معرض فقط لقوة الجاذبية للجاذب المركزي وعندما تكون قوة دفع المحرك أو القوة الدافعة موجودة، فإنه لا يزال من الممكن تطبيق قوانين نيوتن، لكن تبطل قوانين كيبلر. وعندما يتوقف الدفع، فإن المدار الناتج عن ذلك سيكون مختلفًا، لكنه سيتم وصفه مرة أخرى من خلال قوانين كيبلر. القوانين الثلاثة هي:
1. المدار الخاص بكل كوكب هو عبارة عن قطع ناقص والشمس في إحدى بؤرتيه.
2. الخط الذي يصل الكوكب بالشمس يغطي مناطق متساوية في فترات متساوية من الزمن.
3. مربع الدورة المدارية للكوكب تتناسب مع تكعيب المحور شبه الرئيسي للمدار.

### سرعة الهروب
تم اشتقاق الصيغة الخاصة بسرعة الهروب كما يلي. الطاقة المحددة (الطاقة لكل كتلة وحدة) لأي مركبة فضائية تتكون من مكونين، طاقة الجهد المحددة والطاقة الحركية المحددة. ترتبط طاقة الجهد المحددة بالكوكب ذي الكتلة M معطاة كالآتي:
بينما تُعطى الطاقة الحركية المحددة للكائن كالآتي
وبما أنه يتم حفظ الطاقة، فإن إجمالي الطاقة المدارية المحددة
لا يعتمد على المسافة {\displaystyle r}، من مركز الجسم المركزي إلى مركبة الفضاء المقصودة. وبالتالي فإن الكائن يمكن أن يصل إلى {\displaystyle r} لا نهائية فقط إذا كانت هذه الكمية غير سالبة، مما يعني أن
سرعة الهروب من سطح الأرض تساوي 11  km/s، لكن هذا ليس كافيًا لإرسال الجسم إلى مسافة لا نهائية نظرًا لجاذبية الشمس. ويتطلب الهروب من النظام الشمسي من موقع على مسافة من الشمس تساوي المسافة بين الشمس والأرض، ولكن ليس قريبًا من الأرض، سرعة تساوي 42 km/s تقريبًا، لكنه سوف يكون هناك «تصديق جزئي» على السرعة المدارية للأرض بالنسبة للمركبة الفضائية التي تم إطلاقها من الأرض، إذا كان هناك المزيد من السرعة (نظرًا لنظام الدفع) التي تحملها في نفس الاتجاه حيث تتحرك الأرض في مدارها.

### صيغة المدارات الحرة
المداراتعبارة عن أقسام مخروطية، لذلك، فإنه بطبيعة الحال تتوافق الصيغ الخاصة بمسافة الجسم لزاوية معينة مع صيغة هذا المنحنى في الإحداثيات القطبيةوهي:
{\displaystyle r={\frac {p}{1+e\cos \theta }}}
{\displaystyle \mu =G(m_{1}+m_{2})\,}
{\displaystyle p=h^{2}/\mu \,}
حيث تشير μ إلى عامل الجاذبية، وG إلى ثابت الجاذبية، وm1 وm2 هي كتل الأجسام 1 و2 وh هو الزخم الزاوي المحدد للجسم 2 فيما يتعلق بالجسم 1. أما العامل θ فيُعرف بالانحراف الحقيقي وp هو المستقيم شبه العريض، أما e فهو الانحراف المداري، ويمكن الحصول على جميعها من الأشكال المختلفة للعناصر المدارية الستة المستقلة.

### المدارت الدائرية
جميع المدارات المحدودة حيث تكون مهيمنات الجاذبية لجسم مركزي بيضاوية في طبيعتها. والحالة الخاصة من هذا هي المدار الدائري، وهو عبارة عن شكل بيضاوي ذي انحراف يساوي صفرًا. صيغة سرعة جسم في مدار دائري عند المسافة r من مركز الجاذبية التي تحمل جاذبية كتلة M هي
{\displaystyle \ v={\sqrt {{\frac {GM}{r}}\ }}}
حيث إن {\displaystyle G} هي ثابت الجاذبية، ويساوي
6.672 598 × 10−11 m3/(كغم2)
لاستخدام هذه الصيغة بشكل صحيح، يجب أن تكون الوحدات متناسقة، على سبيل المثال، يجب أن تكون M بالكيلو جرامات وr بالأمتار. ستكون الإجابة بالأمتار في الثانية.
غالبًا ما يُطلق على GM اسم عامل الجاذبية القياسي، الذي يحمل قيمة مختلفة لكل كوكب أو قمر في النظام الشمسي.
وبمجرد التعرف على سرعة المدار الدائري، يمكن التعرف بسهولة على سرعة الهروب عن طريق الضرب في الجذر التربيعي لـ 2:
{\displaystyle \ v={\sqrt {2}}{\sqrt {{\frac {GM}{r}}\ }}={\sqrt {{\frac {2GM}{r}}\ }}.}

### المدارات البيضاوية
إذا كان {\displaystyle 1>e>0}، فإن مقام المعادلة الخاصة بالمدارات الحرة يختلف مع الانحراف θ، ولكنه يظل موجبًا ولا يصبح صفرًا. لذا، فإن متجه الوضع النسبي يظل مقيدًا، مع وجود أقل جرم له عند النقطة الأقرب للمدار {\displaystyle r_{p}}، وهذا يتضح من خلال:
{\displaystyle r_{p}={\frac {p}{1+e}}}
يتم الوصول إلى أقصى قيمة لـ r عندما تكون θ = 180، ويُطلق على هذه النقطة نقطة المدار الأبعد وإحداثياته القطرية والتي يُشار إليها بـ ra، هي
{\displaystyle r_{a}={\frac {p}{1-e}}}
نفترض أن 2a هي المسافة المقيسة على طول خط القياس من النقطة الأقرب للمدار P إلى النقطة الأبعد للمدار A، كما هو موضح في المعادلة أدناه:
{\displaystyle 2a=r_{p}+r_{a}}
ومع استبدال المعادلات أعلاه، نحصل على:
{\displaystyle a={\frac {p}{1-e^{2}}}}
حيث إن a هي المحور شبه الأساسي للشكل البيضاوي. وبعد الحل للحصول على r، نحصل على:
{\displaystyle r={\frac {a(1-e^{2})}{1+e\cos \theta }}}

#### الفترة المدارية
في ظل الافتراضات القياسيةفإنه يمكن حساب الفترة المدارية ({\displaystyle T\,\!}) للجسم المسافر على طول مدار بيضاوي هي:
{\displaystyle T=2\pi {\sqrt {a^{3} \over {\mu }}}}
حيث إن:
- {\displaystyle \mu \,} هو عامل الجاذبية القياسي،
- {\displaystyle a\,\!} هو طول المحور شبه الأساسي.

الاستنتاجات:
- الفترة المدارية تساوي تلك الخاصة بالمدار الدائري حيث يساوي القطر المداري المحور شبه الأساسي ({\displaystyle a\,\!}),
- وبالنسبة لمحور شبه أساسي محدد، فإن الفترة المدارية لا تعتمد على الانحراف (انظر أيضًا: قانون كيبلر الثالث).

#### السرعة
في ظل الافتراضات القياسية فإنه يمكن حساب السرعة المدارية ({\displaystyle v\,}) للجسم المسافر على طول مدار بيضاوي من معادلة حفظ الطاقة المدارية كالتالي:
{\displaystyle v={\sqrt {\mu \left({2 \over {r}}-{1 \over {a}}\right)}}}
حيث إن:
- {\displaystyle \mu \,} هو عامل الجاذبية القياسي،
- {\displaystyle r\,} هو المسافة بين الأجسام المدارية.
- {\displaystyle a\,\!} هو طول المحور شبه الأساسي.

فإن معادلة السرعة للمسار الزائدي تكون إما + {\displaystyle {1 \over {a}}}، أو تكون هي نفسها مع التقليد في هذه الحالة a يكون سالبًا.

#### الطاقة
في ظل الافتراضات القياسية، فإن الطاقة المدارية المحددة ({\displaystyle \epsilon \,}) للمدار البيضاوي سالبة ومعادلة تحويل الطاقة المدارية معادلة تحويل الطاقة المدارية) لهذا المدار من الممكن أن تأخذ شكل:
{\displaystyle {v^{2} \over {2}}-{\mu  \over {r}}=-{\mu  \over {2a}}=\epsilon <0}
حيث إن:
- {\displaystyle v\,} هو السرعة المدارية للجسم المداري،
- {\displaystyle r\,} هو مسافة الجسم المداري من الجسم المركزي،
- {\displaystyle a\,\!} هو طول المحور شبه الأساسي.
- {\displaystyle \mu \,} هو عامل الجاذبية القياسي،

الاستنتاجات:
- بالنسبة لمحور شبه أساسي محدد، فإن الطاقة المدارية المحددة تكون مستقلة عن الانحراف.

وباستخدام نظرية فيريال نجد أن:
- متوسط الوقت لطاقة جهد محددة يساوي 2ε
  - متوسط الوقت لـ r−1 هو a−1
- متوسط الوقت للطاقة الحركية المحددة يساوي -ε.

### المدارات المكافئة
إذا كان الانحراف يساوي 1، تصبح المعادلة المدارية:
{\displaystyle r={{h^{2}} \over {\mu }}{{1} \over {1+\cos \theta }}}
حيث إن:
- {\displaystyle r\,} هي المسافة القطرية بين الجسم المداري والجسم المركزي،
- {\displaystyle h\,} هو الزخم الزاوي المحدد الخاص بالجسم المداري،
- {\displaystyle \theta \,} هو الانحراف الحقيقي للجسم المداري،
- {\displaystyle \mu \,} هو عامل الجاذبية القياسي،

بما أن الانحراف الحقيقي θ يقترب من 180°، فإن المقام يقترب من الصفر، وبالتالي تميل r نحو اللانهاية. وبالتالي، فإن طاقة المسار التي يكون فيهاe=1 تكون صفرًا، ويتم التعبير عنها كالتالي:
{\displaystyle \epsilon ={v^{2} \over 2}-{\mu  \over {r}}=0}
حيث إن:
- {\displaystyle v\,} هو السرعة المدارية للجسم المداري،

بمعنى آخر، السرعة المدارية في أي مكان من المسار المكافئ هي:
{\displaystyle v={\sqrt {2\mu  \over {r}}}}

### المدارات الزائدية
إذا كانe>1، فإن الصيغة المدارية،
{\displaystyle r={{h^{2}} \over {\mu }}{{1} \over {1+e\cos \theta }}}
حيث تصف هندسة المدار الزائدي. ويتكون النظام من منحنيين متماثلين، حيث يحتل الجسم المداري أحدهما. أما الآخر فهو الصورة الرياضية الفارغة له. من الواضح أن المقام في المعادلة المذكورة أعلاه يكون صفرًا عندما يكون cosθ = -1/e. ونحن نشير إلى هذه القيمة من الانحراف الحقيقي
θ∞ = (cos-1)-1/e
وحيث إن المسافة القطرية تقترب من اللا نهاية كلما يقترب الانحراف الحقيقي من θ∞. فإن θ∞ يُعرف بأنه الانحراف الحقيقي للخط المتقارب. ويمكنك الملاحظة أن θ∞ يقع بين 90° و180°. من هوية علم حساب المثلثات 2θ+cos2θ=1، فإنه يترتب على ذلك أن:
sinθ∞ = (e2-1)1/2/e

#### الطاقة
في ظل الافتراضات القياسية، فإن الطاقة المدارية المحددة ({\displaystyle \epsilon \,}) للمسار الزائدي أكبر من صفر ومعادلة تحويل الطاقة المدارية لهذا النوع من المسارات تأخذ شكل:
{\displaystyle \epsilon ={v^{2} \over 2}-{\mu  \over {r}}={\mu  \over {-2a}}}
حيث إن:
- {\displaystyle v\,} هو السرعة المدارية للجسم المداري،
- {\displaystyle r\,} هو المسافة القطرية بين الجسم المداري والجسم المركزي،
- {\displaystyle a\,\!} هو طول المحور شبه الأساسي،
- {\displaystyle \mu \,} هو عامل الجاذبية القياسي،

#### السرعة الزائدية الزائدة
في ظل الافتراضات القياسية، فإن الجسم المسافر على طول المسار الزائدي سوف يحقق بشكل لا منتهٍ سرعة مدارية يُطلق عليها السرعة الزائدية الزائدة ({\displaystyle v_{\infty }\,\!}) والتي يمكن حسابها كالتالي:
{\displaystyle v_{\infty }={\sqrt {\mu  \over {-a}}}\,\!}
حيث إن:
- {\displaystyle \mu \,} هو عامل الجاذبية القياسي،
- {\displaystyle a\,\!} هو المحور السالب شبه الأساسي للمقطع الخاص بـ المحور.

وتتعلق السرعة القطيعة الزائدة بالطاقة المدارية المحددة أو الطاقة المميزة من خلال
{\displaystyle 2\epsilon =C_{3}=v_{\infty }^{2}\,\!}

## حساب المسارات

### معادلة كيبلر
لعل أحد المناهج لحساب المدارات (الذي يتم استخدامه بشكل أساسي تاريخيًا) هو استخدام معادلة كيبلر:
{\displaystyle M=E-\epsilon \cdot \sin E}.
حيث إن M هو متوسط الانحراف وE هو الانحراف اللامركزي، و{\displaystyle \displaystyle \epsilon } هو الانحراف.
مع صيغة كيبلر، فإن تحديد وقت الطيران للوصول إلى زاوية (انحراف حقيقي) تساوي {\displaystyle \theta } من النقطة الأقرب للمدار قد انقسم إلى خطوتين:
1. حساب الانحراف اللامركزي {\displaystyle E} من الانحراف الحقيقي {\displaystyle \theta }
2. حساب وقت الطيران {\displaystyle t} من الانحراف اللامركزي {\displaystyle E}

فالعثور على الانحراف اللامركزي في وقت محدد (المشكلة العكسية) يُعد أمرًا أكثر صعوبة. فمشكلة كيبلر عبارة عن فائقة في {\displaystyle E}، وهذا يعني أنه لا يمكن حلها للحصول على {\displaystyle E} جبريًا. ويمكن حل معادلة كيبلر للحصول على {\displaystyle E} تحليليًا من خلال القلب.
وثمة حل لمعادلة كيبلر يمكن تطبيقه على كافة القيم الحقيقية {\displaystyle \textstyle \epsilon } هو:
{\displaystyle E={\begin{cases}\displaystyle \sum _{n=1}^{\infty }{\frac {M^{\frac {n}{3}}}{n!}}\lim _{\theta \to 0}\left({\frac {\mathrm {d} ^{\,n-1}}{\mathrm {d} \theta ^{\,n-1}}}\left({\frac {\theta }{\sqrt[{3}]{\theta -\sin(\theta )}}}^{n}\right)\right),&\epsilon =1\\\displaystyle \sum _{n=1}^{\infty }{\frac {M^{n}}{n!}}\lim _{\theta \to 0}\left({\frac {\mathrm {d} ^{\,n-1}}{\mathrm {d} \theta ^{\,n-1}}}\left({\frac {\theta }{\theta -\epsilon \cdot \sin(\theta )}}^{n}\right)\right),&\epsilon \neq 1\end{cases}}}
وتقييم هذا ينتج عنه:
{\displaystyle E={\begin{cases}\displaystyle x+{\frac {1}{60}}x^{3}+{\frac {1}{1400}}x^{5}+{\frac {1}{25200}}x^{7}+{\frac {43}{17248000}}x^{9}+{\frac {1213}{7207200000}}x^{11}+{\frac {151439}{12713500800000}}x^{13}\cdots \ |\ x=(6M)^{\frac {1}{3}},&\epsilon =1\\\\\displaystyle {\frac {1}{1-\epsilon }}M-{\frac {\epsilon }{(1-\epsilon )^{4}}}{\frac {M^{3}}{3!}}+{\frac {(9\epsilon ^{2}+\epsilon )}{(1-\epsilon )^{7}}}{\frac {M^{5}}{5!}}-{\frac {(225\epsilon ^{3}+54\epsilon ^{2}+\epsilon )}{(1-\epsilon )^{10}}}{\frac {M^{7}}{7!}}+{\frac {(11025\epsilon ^{4}+4131\epsilon ^{3}+243\epsilon ^{2}+\epsilon )}{(1-\epsilon )^{13}}}{\frac {M^{9}}{9!}}\cdots ,&\epsilon \neq 1\end{cases}}}

وكبديل لذلك، يمكن حل معادلة كيبلر بطرق عديدة. الأولى يجب أن تقوم بتخمين قيمة {\displaystyle E} وحل مسألة وقت الطيران ومن ثم تعديل {\displaystyle E} عند الضرورة للحصول على الوقت المحسوب للطيران بصورة أقرب للقيمة المرغوب فيها لحين تحقيق الدقة المطلوبة. عادة ما يتم استخدام طريقة نيوتن للحصول على تقارب سريع نسبيًا.
والصعوبة الرئيسية في هذا النهج هو أنه يمكن أن يستغرق طويلاً لتحقيق التقارب بين المدارات البيضاوية البعيدة. أما بالنسبة للمدارات شبه المكافئة، فإن الانحراف {\displaystyle \epsilon } يكون تقريبًا 1 وطرح {\displaystyle e=1} الصيغة للحصول على متوسط الانحراف، {\displaystyle E-\sin E}، فنجد أنفسنا نقوم بطرح قيمتين متساويتين ونفقد الدقة. بالنسبة للمدارت شبه الدائرية، فإنه من الصعب العثور على النقطة الأبعد للمدار في المقام الأول (وفي حقيقة الأمر إن المدارات الدائرية ليس لديها نقطة قرب من المدار على الإطلاق). علاوة على ذلك، تم اشتقاق المعادلة بناءً على افتراض مدار بيضاوي، وبالتالي فإنها لا تلتزم بالمدارات المكافئة أو الزائدية. وهذه المصاعب هي التي أدت إلى تطور صياغة المتغير العالمي، الذي تم وصفه أعلاه.

### المدارات المخروطية
للإجراءات البسيطة مثل حساب دلتا v الأشكال البيضاوية للنقل متحد المستوى، فإن المناهج التقليدية فعالة بدرجة كافية. أما الإجراءات الأخرى مثل وقت الطيران معقدة بشكل أكبر، وبخاصة للمدارات شبه الدائرية والمدارات الزائدية.

### التقريب المخروطي المتساوي
يُعد مدار النقل هوهمان (Hohmann) تقريبًا فقيرًا لمسارات ما بين الكواكب لأنه يتجاهل الجاذبية الخاصة بالكواكب. وتسيطر جاذبية الكواكب على سلوك المركبة الفضائية بالقرب من الكوكب وفي معظم الحالات يغالي هوهمان بشدة قي تقدير دلتا-v وينتج وصفات غير دقيقة للغاية لأوقات الاحتراق.
و
وتستند إحدى الطرق البسيطة نسبيًا للحصول على التقريب في المقام الأول لدلتا-v. على تقنية «التقريب المخروطي المتساوي». ويجب على كل شخص اختيار جسم جاذب مهيمن واحد في كل منطقة من الفضاء والتي سوف يمر من خلالها المسار ولتحديد آثار هذا الجسم فقط في هذه المنطقة. على سبيل المثال، من مسار من الأرض إلى المريخ، يجب أن يبدأ الشخص بالتفكير في جاذبية الأرض فقط إلى أن يصل المسار إلى مسافة بحيث تكون جاذبية الأرض ليست مهيمنة على جاذبية الشمس. وسوف تحصل مركبة الفضاء على سرعة هروب لإرسالها في طريقها إلى فضاء ما بين الكواكب. وبعد ذلك، يتوجه تفكير الشخص إلى جاذبية الشمس فقط لحين وصول المسار إلى جوار كوكب المريخ. وخلال هذه المرحلة، يكون نوذج مدار النقل مناسبًا. وأخيرًا، يتوجه التفكير إلى جاذبية المريخ فقط خلال الجزء النهائي من المسار، حيث تهيمن جاذبية المريخ على سلوك مركبة الفضاء. وسوف تقترب مركبة الفضاء من المريخ على مدار زائدي، وسوف يبطئ الاحتراق الخلفي النهائي مركبة الفضاء بشكل كافٍ ليسمك بها المريخ.
ويختلف حجم «الأحياء» (أو مناطق النفوذ) مع دائرة نصف قطرها {\displaystyle r_{SOI}}:
{\displaystyle r_{SOI}=a_{p}\left({\frac {m_{p}}{m_{s}}}\right)^{2/5}}
حيث إن {\displaystyle a_{p}} هو المحور شبه الأساسي لمدار الكوكب بالنسبة للشمس و{\displaystyle m_{p}} و{\displaystyle m_{s}} هما كتلتا الكوكب والشمس على التوالي.
وهذا التبسيط كافٍ لحساب التقديرات التقريبية لمتطلبات الوقود والتقديرات التقريبية لوقت الطيران، لكنه ليس دقيقًا بشكل عام وكافٍ لتوجيه المركبة الفضائية إلى وجهتها. ولهذا، تُطلب العديد من الطرق.

### صياغة المتغير العالمي
لمعالجة النتائج الحسابية للمناهج التقليدية لحل مشكلة الجسمين،فقد تم تطوير صياغة المتغير العالمي. فإنه يعمل بشكل جيد مع الحالات الدائرية والبيضاوية والمكافئة والزائدية، فإن المعادلات المختلفة تتقارب بشكل جيد عندما يتم دمجها مع أي مدار. كما أنه يعمم بشكل جيد للمشكلات التي تساهم في نظرية الاختلال.

### الاختلالات
تعمل صيغة المتغير العالمي بشكل جيد مع اختلاف تقنية العوامل، فيما عدا الآن، فبدلاً من العناصر المدارية الستة لكيبلر، فإننا نستخدم مجموعة مختلفة من العناصر المدارية: والتي يُطلق عليها الوضع الأولي للقمر الصناعي ومتجهات دعم السرعة{\displaystyle x_{0}} و{\displaystyle v_{0}}في فترة محددة{\displaystyle t=0}. ففي تحفيز خاص بجسمين، تكون هذه العناصر كافية لحساب موقع القمر الصناعي والسرعة في أي وقت في المستقبل، باستخدام صيغة المتغير العالمي. وعلى العكس تمامًا، فإنه يمكننا في أي لحظة في مدار القمر الصناعي حساب موقعه وسرعته، ومن ثم استخدام نهج المتغير العالمي لتحديد موقعه وسرعته الأوليةالتي كان عليها في الفترة. ففي حركة الجسمين المثالية، فإن هذه العناصر المدارية قد تكون متغيرة (تمامًا مثلما تكون عناصر كيبلر).
ومع ذلك، فإن الاختلالات تجعل العناصر المدارية تتغير مع مرور الوقت. وبالتالي، فإننا نكتب عنصر الموقع باعتباره{\displaystyle x_{0}(t)}وعنصر السرعة باعتباره{\displaystyle v_{0}(t)}، الأمر الذي يشير إلى أنهم يتغيرون مع مرور الوقت. وقد أصبحت التقنية الخاصة بحساب تأثير الاختلالات أصبحت متعلقة بإيجاد التعبيرات، إما المحددة أو التقربيبة، للوظيفتين{\displaystyle x_{0}(t)} و{\displaystyle v_{0}(t)}.
وتؤدي انبعاجية الأرض إلى احتمالية وجود جاذبية غير متناسقة.. . . .

### المدارات غير المثالية
فيما يلي بعض الآثار التي تجعل المدارات الحقيقية مختلفة عن النماذج البسيطة على أساس أن الأرض كروية. ويمكن التعامل مع معظمها في فترات زمنية قليلة (ربما أقل من القليل من آلاف المدارات) من خلال نظرية الاختلال لأنها صغيرة مقارنة بآثار الجسمين الموازيين.
- تؤدي الانبعاجات الاستوائية إلى دقة العقدة والمستوى الأدنى.
- تقدم التوافقات الكروية[1] الخاصة بحقل الجاذبية مزيدًا من الاختلالات
- تغير اختلالات الجاذبية القمرية والشمسية المدارات
- يحد سحب الغلاف الجوي من المحور شبه الأساسي ما لم يتم استخدام توجه بديل

تستطيع حتى الاختلالات الصغيرة الهيمنة على الفترات الزمنية الطويلة (ربما ملايين المدارات)، ومن الممكن أن يصبح السلوك فوضوي. وعلى الجانب الآخر، يمكن تدبير الاختلالات المختلفة من خلال أخصائيي ديناميكيات النجوم الأذكياء للمساعدة في الحفاظ على المهام مثل حفظ المحطة وصيانة أو تعديل المسار الأرضي أو تقسيم المستوى الأدنى إلى مراحل لتغطية الأهداف المختارة على ارتفاع منخفض.

## المناورة المدارية
في رحلة الطيران الفضائية، المناورة المدارية هي استخدام أنظمة الدفع لتغيير المدار الخاص بمركبة فضاء. وبالنسبة لمركبة فضاء بعيدة عن الأرض—على سبيل المثال تلك التي تدور في مدارات حول الشمس—يُطلق على المناورة المداريةمناورة الفضاء العميقة (DSM).

### النقل المداري

نقل هوهمان من مدار دائري منخفض إلى مدار دائري أعلى

النقل الثنائي البيضاوي من مدار بدائي دائري منخفض (أزرق داكن اللون) إلى مدار دائري أعلى (أحمر اللون).

نقل ثنائي الدفع من مدار دائري منخفض إلى مدار دائري أعلى

نقل هوهمان من مدار دائري منخفض إلى مدار دائري أعلى

مدارات النقل هي عادة مدارات بيضاوية تسمح بحركة مركبة الفضاء من مدار (عادة دائرية بشكل أساسي) إلى آخر. وعادة ما تتطلب احتراقًا في البداية واحتراقًا في النهاية وفي بعض الأحيان احتراقًا أو اثنين في المنتصف.
- يتطلب مدار نقل هوهمان نسبة ضئيلة من دلتا-v.
- يمكن أن يتطلب النقل الثنائي البيضاوي طاقة أقل مما يحتاجها نقل هوهمان، إذا كانت نسبة المدارات 11.94 أو أكثر،[2] لكنها تأتي على حساب وقت الرحلة من خلال نقل هوهمان.
- وقد تستخدم عمليات النقل الأسرع أي مدار يتقاطع مع كل من المدار الأصلي ومدار المقصد، على حساب دلتا-v الأعلى.

### مساعدة الجاذبية وتأثير أوبرث (Oberth)
في مساعدة الجاذبية، تتأرجح مركبة الفضاء بجانب كوكب وتتحرك في اتجاه مختلف وبسرعة مختلفة. وهذا مفيد للسرعة أو يؤدي إلى بطء مركبة الفضاء بدلاً من حمل المزيد من الوقود.
ويمكن تقريب هذه المناورة من خلال اصطدام مرن في المسافات الكبيرة، على الرغم من أن الطيران لا يتضمن أي اتصال مادي. نظرًا للقانون الثالث لنيوتن (ذات رد الفعل المتساوي والعكسي)، فإن أي زخم يتم اكتسابه من خلال مركبة فضاء يجب أن يتم خسارته بواسطة الكوكب أو العكس الصحيح. ومع ذلك، نظرًا لضخامة الكوكب أكثر بكثير من مركبة الفضاء، فإن التأثير الذي يحدث لمدار الكوكب لا يُعتد به.
يمكن تطبيق تأثير أوبرث خلال عملية مساعدة الجاذبية بشكل خاص. وهذا التأثير يشير إلى أن نظام الدفع يعمل أفضل في السرعات العالية، وبالتالي فإنه من الأفضل القيام بتغييرات الطريق عندما يكون قريبًا من جسم جاذب، ويمكن لهذا أن يضاعف دلتا-v الفعالة.

### شبكة النقل بين الكواكب والمدارات غير الواضحة
إنه من الممكن الآن استخدام الحاسبات الآلية للبحث عن مسارات باستخدام الطرق غير الخطية للكواكب والأقمار في النظام الشمسي. على سبيل المثال، من الممكن رسم مدار من مدار الأرض العليا إلى المريخ، مرورًا بالقرب من إحدى نقاط طروادة للأرض. ويُشار كليًا إلي المسارات المدارية عالية الاختلال أو حتى الفوضوية التي لا تحتاج بشكل أساسي إلى وقود (عمليًا يحتاج الحفاظ على المسار بعض تصحيحات للمسار) باعتبارها شبكة النقل بين الكواكب. والمشكلة الأكبر معها هو أنها قد تقلل من السرعة بشكل كبير، حيث تستغرق العديد من السنوات للوصول. كما أن نوافذ الإطلاق من الممكن أن تكون بعيدة للغاية.
ومع ذلك، فقد تم تطبيقها على مشاريع مثل التكوين. وقد قامت مركبة الفضاء هذه بزيارة نقطة لاغرانغ الخاصة بالأرض الأرض وعادت باستخدام كمية قليلة جدًا من الوقود.